# Matt Tyrnauer
Matt Tyrnauer (Los Angeles, ...) è un regista, produttore cinematografico e giornalista statunitense.

## Biografia
È corrispondente speciale per la rivista Vanity Fair.
Matt Tyrnauer ha studiato cinema alla Wesleyan University di Middletown. Come giornalista ha lavorato per il mensile satirico americano  Spy   e per il periodico settimanale   The New York Observer , per il quale è stato redattore dell'edizione speciale del 1992 per la Convention Nazionale Democratica a New York.
Nel 2008 ha diretto il film-documentario Valentino: The Last Emperor. La pellicola racconta gli ultimi due anni di attività dello stilista Valentino Garavani ed è stata inserita nel 2009 nelle preselezioni per una nomination alla 82ª edizione della cerimonia di premiazione degli Oscar, nella categoria miglior documentario.

## Vita privata
Suo padre era uno scrittore e produttore di successo per la TV, e tra i programmi che ha scritto ci sono Colombo, Il virginiano, e La signora in giallo (che ha anche prodotto).

## Filmografia

### Regia
- Scotty and the Secret History of Hollywood (2017)